# Іран на зимових Олімпійських іграх 2002
Іран на зимових Олімпійських іграх 2002 року, які проходили в американському місті Солт-Лейк-Сіті, був представлений 2 спортсменами в двох видах спорту: гірськолижний спорт та лижні перегони. Прапороносцем на церемонії відкриття Олімпійських ігор був гірськолижник Багер Калгор.
Іран всьоме взяв участь у зимових Олімпійських іграх. Іранські спортсмени не здобули жодної медалі.

## Учасники
За видом спорту і статтю
| Вид спорту          | Чоловіки | Жінки | Разом |
| ------------------- | -------- | ----- | ----- |
| Гірськолижний спорт | 1        | 0     | 1     |
| Лижні перегони      | 1        | 0     | 1     |
| Разом               | 2        | 0     | 2     |

## Гірськолижний спорт
| Спортсмен    | Дисципліна       | Спуск 1      | Спуск 2 | Разом | Місце |
| ------------ | ---------------- | ------------ | ------- | ----- | ----- |
| Багер Калгор | слалом, чоловіки | не фінішував | —       | —     | —     |

## Лижні перегони
| Спортсмен         | Дисципліна                              | 10 км класичним стилем | 10 км класичним стилем | 10 км вільним стилем | 10 км вільним стилем | 10 км вільним стилем |            |
| Спортсмен         | Дисципліна                              | Час                    | Місце                  | Час                  | Разом                | Місце                |            |
| ----------------- | --------------------------------------- | ---------------------- | ---------------------- | -------------------- | -------------------- | -------------------- | ---------- |
| Мустафа Міргашемі | гонка переслідування на 20 км, чоловіки | 34:42.7                | 79                     | не пройшов           | не пройшов           | не пройшов           | не пройшов |